# Hindustan Ambassador
L’Hindustan Ambassador est une automobile produite par le constructeur indien Hindustan Motors entre 1957 et 2014.
Le 11 février 2017, PSA achète pour 800 millions de roupies (11 millions d'euros) la marque défunte à Hindustan Motors, propriété du groupe CK Birla Group (en) , futur partenaire de PSA en Inde.

## Description

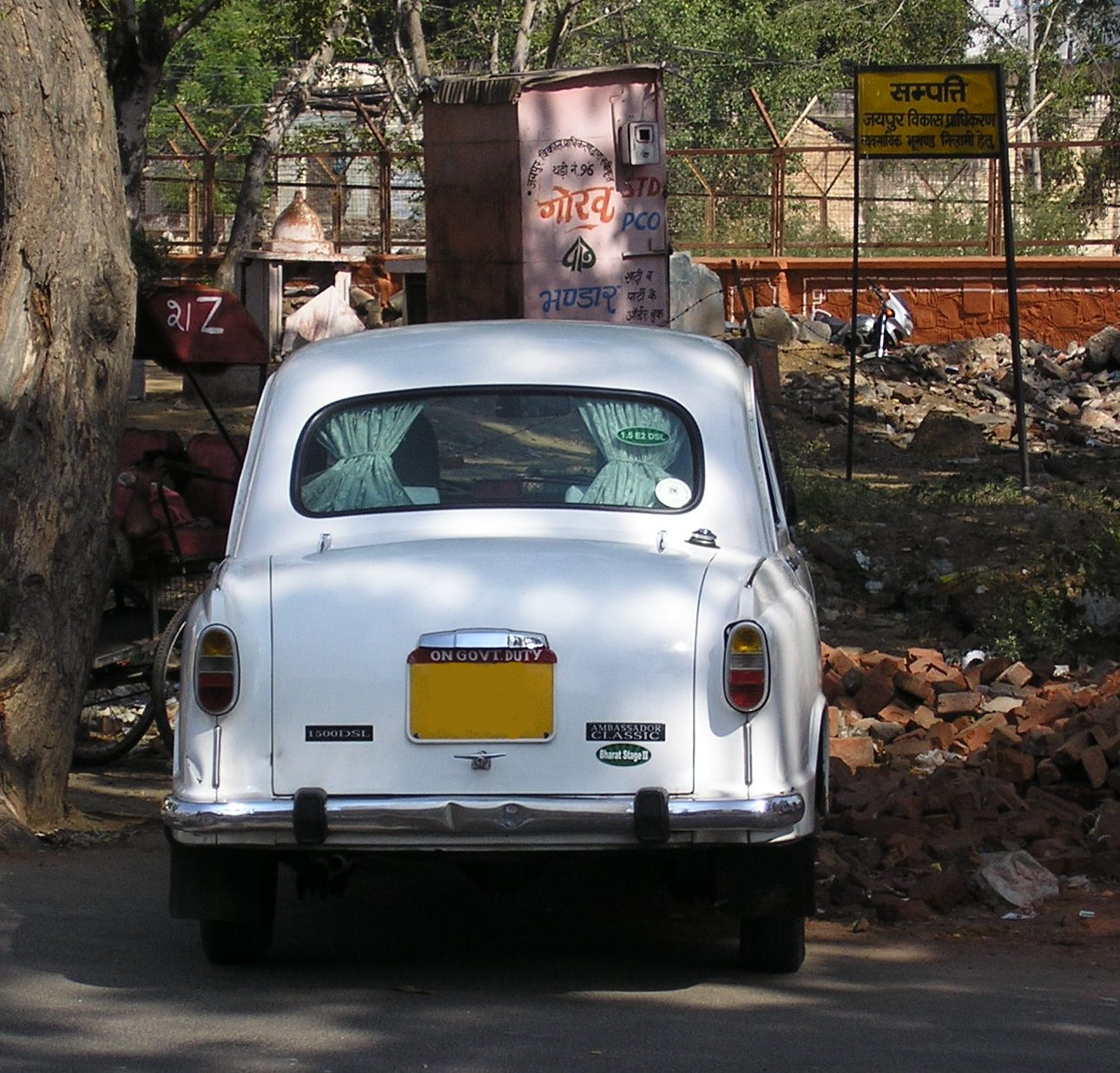
Hindustan Ambassador Classic 1500 DSL.

Commercialisée à partir de 1957, l'Hindustan Ambassador est conçue sur la base du modèle Oxford du constructeur britannique Morris. Elle est fabriquée dans une usine d'Hindustan Motors située à Uttarpara, dans la banlieue de Calcutta,. Les machines nécessaires sont importées du Royaume-Uni.
L'Ambassador est une berline familiale prisée dans les milieux aisés, les ministères et autres organismes gouvernementaux. Elle est également utilisée comme taxi. Surnommée « Amby », elle fait longtemps figure d'« automobile nationale »,, mais perd progressivement de son cachet en raison de son design inamovible,.

## Caractéristiques
Elle est fabriquée en Inde durant 58 ans. L'Ambassador évolue peu au fil des années, mais bénéficie de quelques améliorations. Un nouveau moteur, d'une cylindrée de 1,8 litre et fabriqué par Isuzu, est adopté durant les années 1990,. Sa suspension avec ressort à lames lui permet d'emprunter des routes en mauvais état.

## Ventes

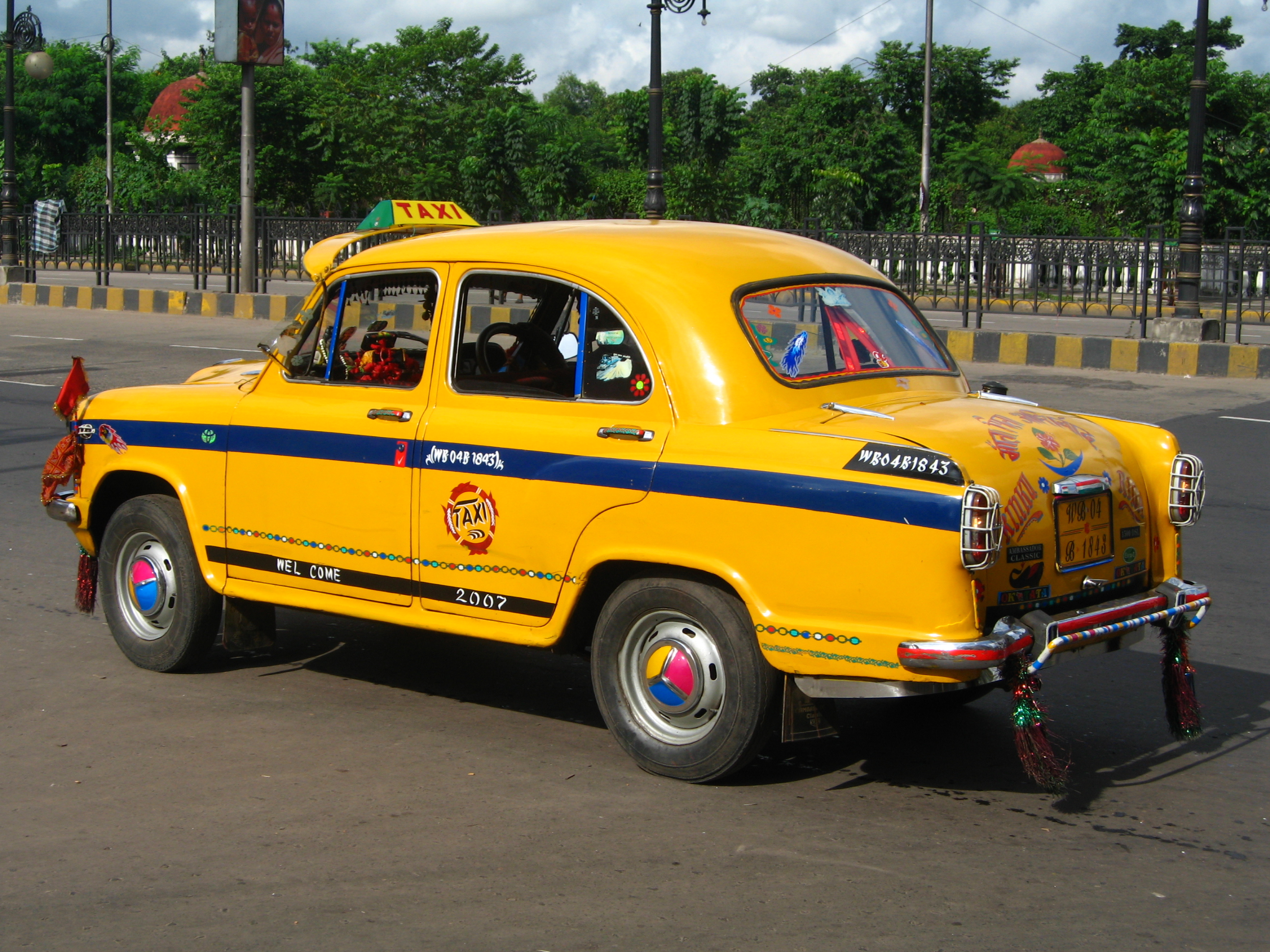
Un taxi Hindustan Ambassador à Calcutta en 2007.

Les importations de voitures étrangères étant taxées par le gouvernement, l'Ambassador et la Padmini du constructeur Premier Automobiles dominent le marché indien durant plusieurs décennies,. Jusqu'en 1980, l'Ambassador est l'unique modèle commercialisé par Hindustan Motors. Le constructeur l'exporte au Moyen-Orient, ainsi qu'au Japon.
Environ 25 000 exemplaires par an sont vendus au cours des années 1980. Les ventes diminuent sous l'effet de la libéralisation du marché automobile indien, entamée en 1985. Les constructeurs étrangers sont autorisés par le gouvernement indien à commercialiser leurs modèles les plus récents. Les ventes annuelles de la HM Ambassador tombent à moins de 6 000 au cours des années 2010. En 2007, lorsque l'Ambassador fête ses 50 ans, son prix de vente est compris entre 6 000 et 9 000 euros et le nombre d'exemplaires en circulation s'élève à 600 000. La baisse de la demande entraîne l'arrêt de sa production en 2014.